# NTT docomo
NTT DoCoMo (Nippon Telephone & Telegraph) är en japansk mobiltelefonioperatör med cirka 73 miljoner kunder.
DoCoMo är officiellt en förkortning av DO COmmunications over the MObile network".